# Rusa unicolor
Rusa unicolor este un cerb de talie mare, originar din subcontinentul indian, China de Sud și Asia de Sud-Est, care figurează ca specie vulnerabilă pe lista roșie a IUCN din 2008. Populațiile au scăzut substanțial din cauza vânătorii și a exploatării industriale a habitatului.

## Galerie

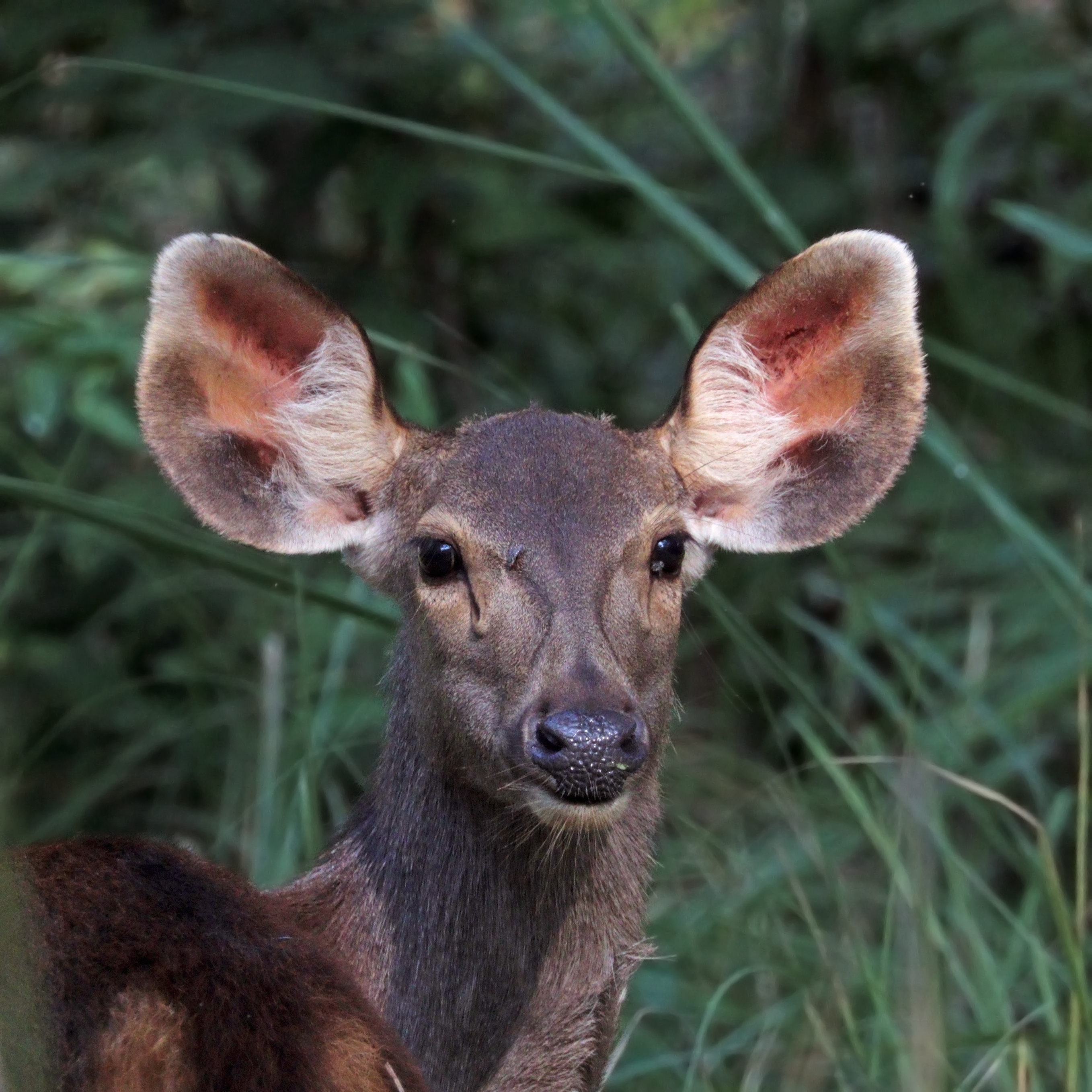
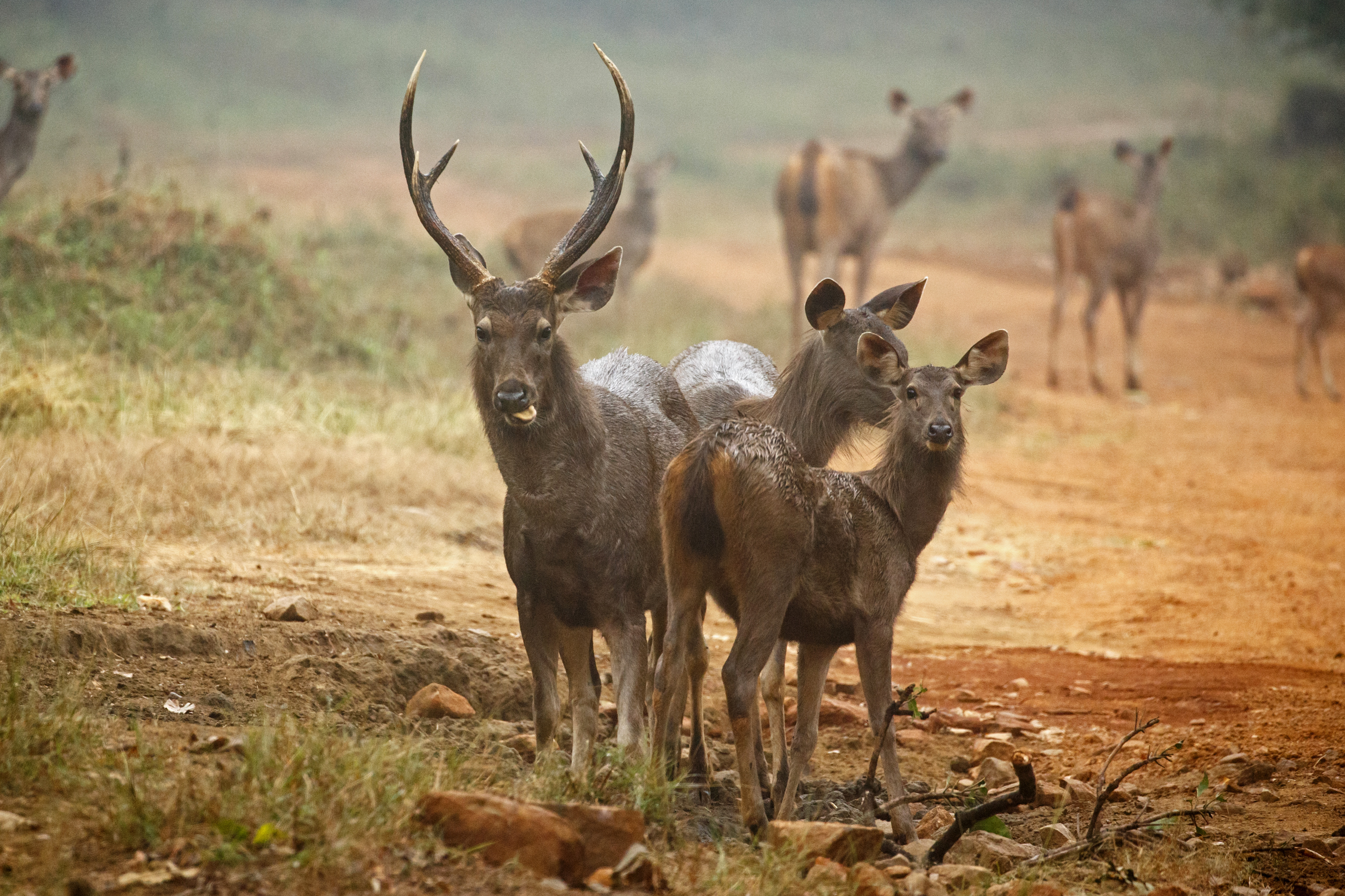
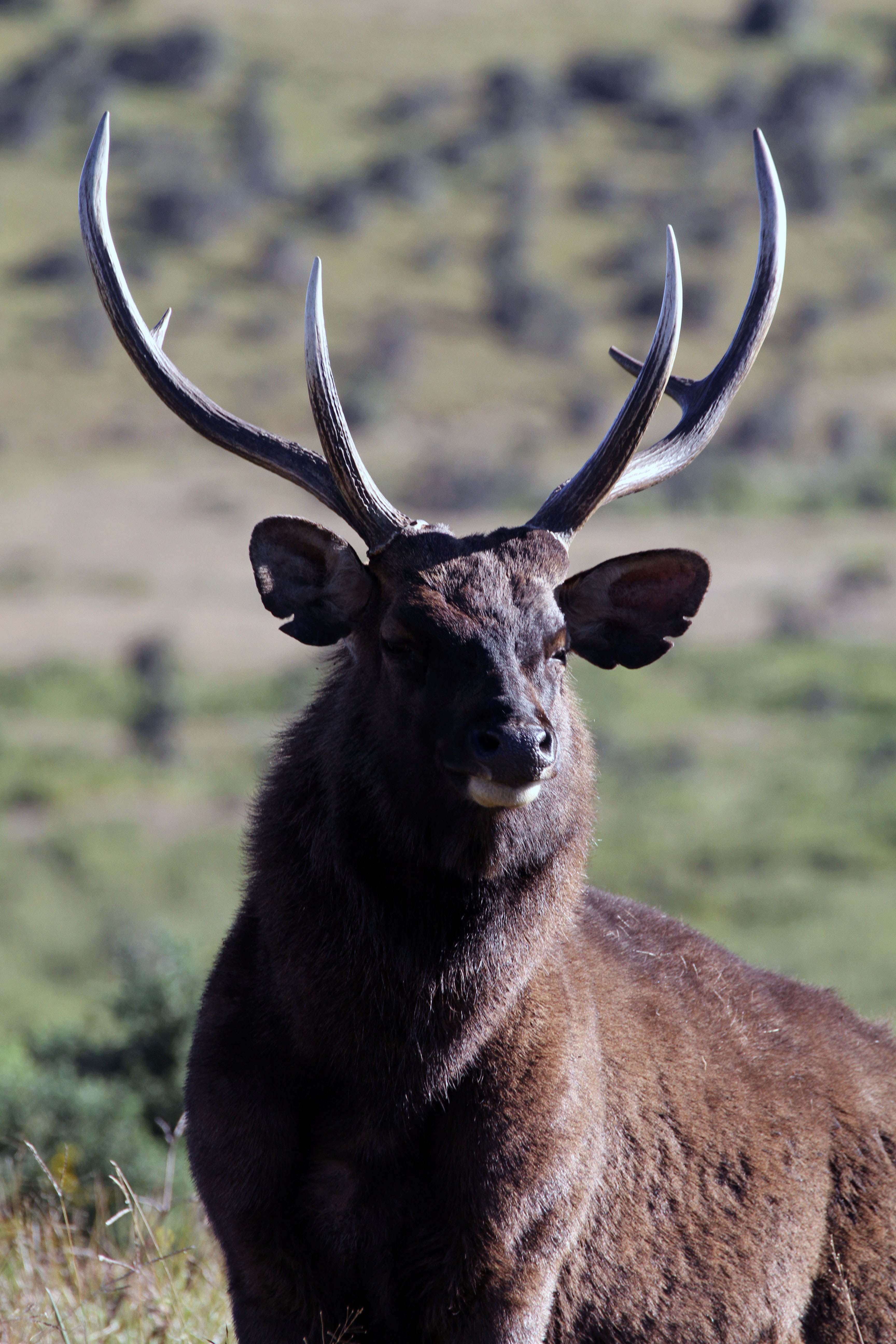
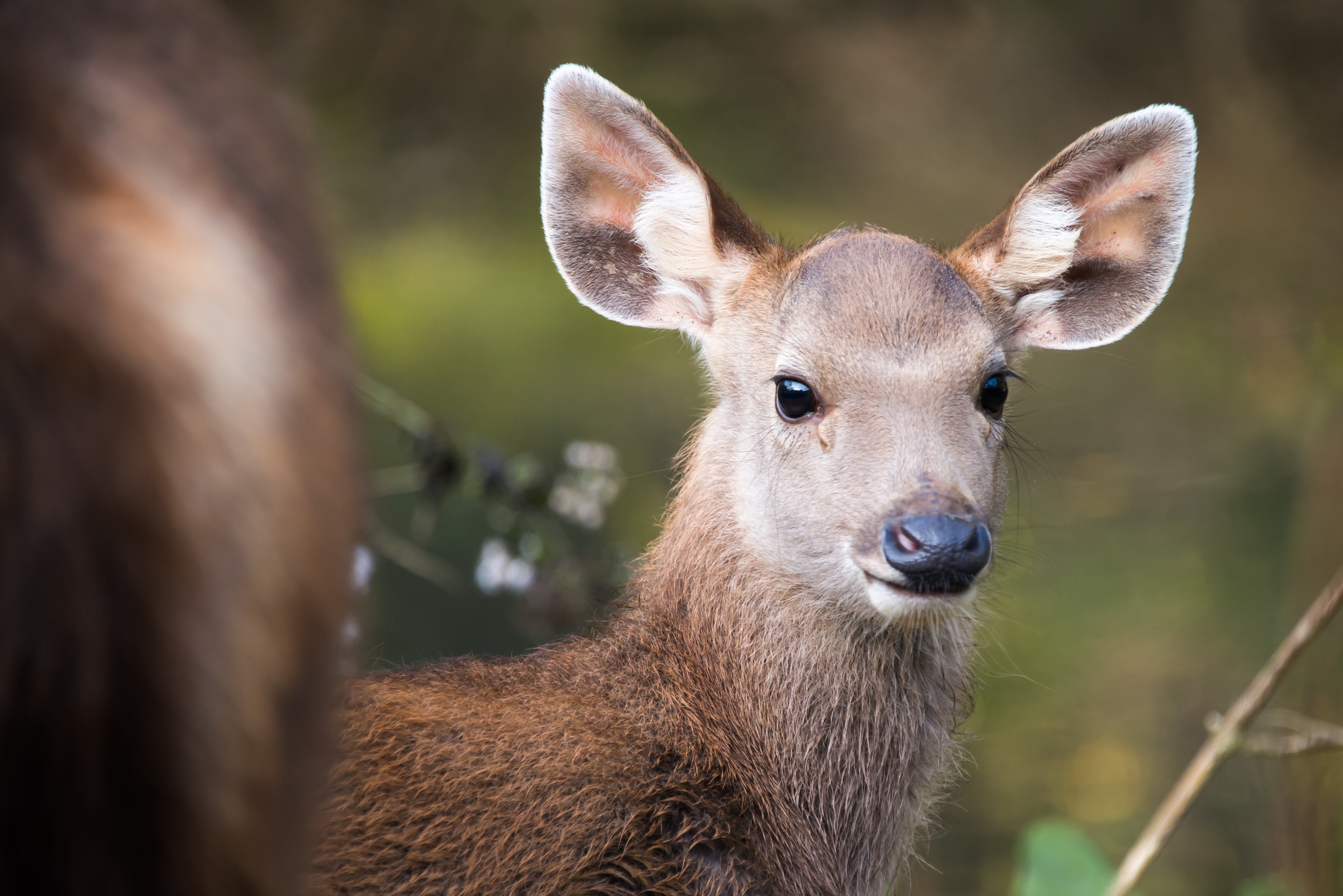